# 家野猛之
家野 猛之（いえの たけし、1890年〈明治23年〉2月1日 - 1973年〈昭和48年〉4月9日）は、日本の政治家。岡山県西大寺市（現・岡山市）長。

## 来歴
岡山県邑久郡福田村（のち邑久町、現・瀬戸内市）出身。邑久尋常高等小学校卒。1922年（大正11年）4月、日本農民組合の結成大会に参加する。同年11月上道郡金田村（のち西大寺市、現・岡山市）の小作争議に加わり、検挙され、有罪判決を受ける。その後、労働農民党に入り、1927年（昭和2年）、同党公認で岡山県会議員選挙に立候補したが落選した。1929年（昭和4年）に福田村会議員となり、福田村農会長、邑久郡町村会議員連盟会長などを歴任した。1947年（昭和22年）、西大寺町長に初当選、1951年（昭和26年）に再選。1953年（昭和28年）、西大寺市発足により、市長職務執行者となったが、市長選立候補のため2月7日に辞任した。その後、2月20日に市長に当選して市長を1期務め、1957年（昭和32年）2月19日に市長を退任した。1973年4月9日、老衰のため死去した。

## 栄典
- 1970年（昭和45年）11月 - 勲五等双光旭日章[5]
- 歿後 - 従六位[2]